# Fortgesetzte Gütergemeinschaft
Die fortgesetzte Gütergemeinschaft ist eine besondere Form des ehelichen Güterstands der Gütergemeinschaft. Sie existiert heute vornehmlich noch in Süddeutschland bei älteren Landwirtsehepaaren. Allerdings könnte sie eine Renaissance als wieder entdeckter „Königsweg“ zur Vermeidung von Pflichtteilsansprüchen erleben. Die fortgesetzte Gütergemeinschaft war früher der gesetzliche Normalfall der Gütergemeinschaft. Ab 1. Juli 1958 kehrte sich dieses Regel-Ausnahmeverhältnis um: wird seitdem „Gütergemeinschaft“ vereinbart, gilt die allgemeine Gütergemeinschaft als vereinbart; die fortgesetzte Gütergemeinschaft hingegen muss nun ausdrücklich als solche im Ehevertrag vereinbart werden.
Bei der fortgesetzten Gütergemeinschaft wird die Gütergemeinschaft nach dem Tod des ersten Ehegatten vom überlebenden Ehegatten mit den gemeinsamen Abkömmlingen fortgesetzt. Die Kinder ersetzen innerhalb der Gütergemeinschaft den erstverstorbenen Ehegatten. Sie erhalten zwar ihre Anteile als Gesamteigentum, der überlebende Ehegatte hat dabei aber das Recht, das Gesamtgut zu verwalten (sog. „Witwenherrschaft“, da die Ehefrau meist den Ehemann überlebt).
Die fortgesetzte Gütergemeinschaft ist in den §§ 1483 bis 1518 BGB geregelt. Sie ist der einzige Güterstand, bei dem die Kinder des erstverstorbenen Ehegatten hinsichtlich des Gesamtgutes keinen Pflichtteil geltend machen können. Ein Pflichtteilsergänzungsanspruch existiert aber, wobei dieser erst nach dem Tod des Überlebenden geltend gemacht werden kann, auch wenn er sich auf Schenkungen des erstverstorbenen Ehegatten bezieht. Stirbt auch der überlebende Ehegatte, ist die fortgesetzte Gütergemeinschaft beendet und abzuwickeln. An dieser Abwicklung sind einerseits die anteilsberechtigten Abkömmlinge und andererseits die Erben des überlebenden Ehegatten beteiligt. Alle Beteiligten bilden eine  Auseinandersetzungsgesamthand, die bis zur Auseinandersetzung besteht.